# Coburg, Victoria
Coburg är en förort till Melbourne i Australien. Den ligger i kommunen Moreland och delstaten Victoria, i den sydöstra delen av landet, 7,1 kilometer norr om centrala Melbourne. Coburg ligger 61 meter över havet och antalet invånare var 26 185 vid folkräkningen 2016.